# Afrarchaea kranskopensis
Afrarchaea kranskopensis är en spindelart som beskrevs av Leon N. Lotz 1996. Afrarchaea kranskopensis ingår i släktet Afrarchaea och familjen Archaeidae. Inga underarter finns listade i Catalogue of Life.